# Надежда (підводний човен)
| 83 «Надежда»               | 83 «Надежда»                                                                                        | 83 «Надежда»                                                                                        |
| -------------------------- | --------------------------------------------------------------------------------------------------- | --------------------------------------------------------------------------------------------------- |
|                            | | |
|                            | | |
|                            | | |
| Під прапором               | Файл:Naval Ensign of the Soviet Union (1959-1991).svg СРСР (1959—1983) · Болгарія (1983-27.06.2008) | Файл:Naval Ensign of the Soviet Union (1959-1991).svg СРСР (1959—1983) · Болгарія (1983-27.06.2008) |
| Порт приписки              | Варна, Болгарія                                                                                     | Варна, Болгарія                                                                                     |
| Спуск на воду              | 30 листопада 1959 р.                                                                                | 30 листопада 1959 р.                                                                                |
| Виведений зі складу флоту  | 27 червня 2008                                                                                      | 27 червня 2008                                                                                      |
| Сучасний статус            | Виключено зі складу                                                                                 | Виключено зі складу                                                                                 |
| Проєкт                     | | |
| Тип ПЧ                     | Середній підводний човен                                                                            | Середній підводний човен                                                                            |
| Класифікація НАТО          | Romeo                                                                                               | Romeo                                                                                               |
| Основні характеристики     | | |
| Швидкість (надводна)       | 15,3 вузлів                                                                                         | 15,3 вузлів                                                                                         |
| Швидкість (підводна)       | 13,2 вузлів                                                                                         | 13,2 вузлів                                                                                         |
| Робоча глибина занурення   | 270 м                                                                                               | 270 м                                                                                               |
| Гранична глибина занурення | 300 м                                                                                               | 300 м                                                                                               |
| Автономність плавання      | 60 діб                                                                                              | 60 діб                                                                                              |
| Екіпаж                     | 52 особи (в тому числі 9 офіцерів)                                                                  | 52 особи (в тому числі 9 офіцерів)                                                                  |
| Розміри                    | | |
| Довжина найбільша (по КВЛ) | 76,7 м                                                                                              | 76,7 м                                                                                              |
| Ширина корпусу найб.       | 6,7 м                                                                                               | 6,7 м                                                                                               |
| Середня осадка (по КВЛ)    | 5 м                                                                                                 | 5 м                                                                                                 |
| Водотоннажність надводна   | 1328 т (1478 т з посиленим запасом палива)                                                          | 1328 т (1478 т з посиленим запасом палива)                                                          |
| Озброєння                  | | |
| Торпедно- мінне озброєння  | 6 носових і 2 кормових ТА калібру 533 мм (14 торпед або 28 мін)                                     | 6 носових і 2 кормових ТА калібру 533 мм (14 торпед або 28 мін)                                     |
| Зображення на Вікісховищі  | | |

Надежда — болгарський дизельно-електричний підводний човен, що стояв на озброєнні Військово-морських сил Болгарії. 633 проєкт радянських середніх дизель-електричних підводних човнів. Продовження проєкту 613. Romeo class за класифікацією НАТО.

## Історія
Виготовлений у Радянському Союзі за проєктом "633" або по класифікації НАТО "Romeo".  Спущений на воду 30 листопада 1959 у місті Горький. 17 грудня 1960 зарахований до складу Чорноморського флоту СРСР під назвою "С-38".
30 червня 1971 року переведений до Балтійського флоту СРСР.
1 жовтня 1972 виведений з бойового складу, законсервований у місті Полярний.
У 1980 році виведений з консервації та повернутий до Чорного моря, де до 1982 року проходив середній ремонт на СРЗ№17 в місті Севастопіль.
20 січні 1983 році переданий до складу Військово-морських сил Болгарії. Присвоєно бортовий номер 83, найменування "Надежда". Увійшов до складу болгарського 8-го окремого дивізіону підводних човнів з базуванням на Варну.
Човен виключено зі складу ВМС Болгарії 27 червня 2008 року.
У 2009 році було вирішено перетворити на музей, однак цього не сталося, в 2012 році човен був виведений в відстій.
У 2013 був викуплений на закритих аукціонних торгах приблизно за 710000 левів (500 тис. дол.) болгарською торговою компанією Fintron Bulgaria. Стартова ціна становила 480000 левів (342 тис. Дол.). 17 грудня 2013 року між компанією-покупцем і міністерством оборони країни був підписаний контракт.